# 恩賜賞 (日本芸術院)
恩賜賞（おんし しょう）は、日本芸術院がその会員以外の者に授与する賞のひとつ。
日本芸術院は、卓越した芸術作品を制作した者や芸術の進歩に貢献する業績があった者に対して毎年日本芸術院賞を授与しているが、第6回（昭和25（1950）年授与）以降、毎年の選出者の中でも特に選ばれた者に対し、恩賜賞を授与するようになった。恩賜賞は日本芸術院賞と共に皇室の下賜金で賄われており、受賞者には賜品が贈呈される。受賞者は対象年度の翌年に発表され、授賞式は天皇・皇后の臨席のもと、毎年6月に行われる。

## 受賞者
| 年度                       | 専門           | 氏名           | 授賞対象 |
| 1950年（昭和24年度）第6回  | 工芸           | 小場恒吉       | 紋様「日本紋様の研究」 |
| 1951年（昭和25年度）第7回  | 洋画           | 三宅克己       | 水彩画「洋画界に尽した業績」 |
| 1952年（昭和26年度）第8回  | 洋画           | 白滝幾之助     | 洋画「洋画界に尽した業績」 |
| 1953年（昭和27年度）第9回  | 洋画           | 石川寅治       | 洋画「洋画界に尽した業績」 |
| 1954年（昭和28年度）第10回 | 工芸           | 沼田一雅       | 工芸「陶彫」 |
| 1955年（昭和29年度）第11回 | 工芸           | 杉浦非水       | 図案 |
| 1956年（昭和30年度）第12回 | 工芸           | 龍村平藏       | 工芸「染織」 |
| 1957年（昭和31年度）第13回 | 評論           | 折口信夫       | 文学「折口信夫全集」全三十巻 |
| 1958年（昭和32年度）第14回 | 日本画         | 菅楯彦         | 日本画 |
| 1959年（昭和33年度）第15回 | 洋画           | 木村荘八       | 『東京繁昌記』 |
| 1960年（昭和34年度）第16回 | 書             | 田中親美       | 平家納経三十三巻複製及び古美術複製に尽した業績に対し                                                                                                 |
| 1961年（昭和35年度）第17回 | 日本画         | 川﨑小虎       | 日本画壇に尽くした業績に対し |
| 1962年（昭和36年度）第18回 | 日本画         | 榊原紫峰       | 日本画壇に尽くした業績に対し |
| 1963年（昭和37年度）第19回 | 工芸           | 河村蜻山       | 帝展・文展・日展に出品して工芸界に尽くした功績に対し                                                                                                 |
| 1964年（昭和38年度）第20回 | 洋画           | 中川紀元       | 永年にわたる芸術上の功績に対し |
| 1965年（昭和39年度）第21回 | 洋楽           | 柳兼子         | 洋楽界につくした業績に対し |
| 1966年（昭和40年度）第22回 | 洋画           | 池部鈞         | 永年にわたり洋画界に尽くした業績に対し |
| 1967年（昭和41年度）第23回 | 評論           | 三宅周太郎     | 永年にわたる演劇研究および批評の業績に対し |
| 1968年（昭和42年度）第24回 | 建築           | 藤島亥治郎     | 古寺の再現設計による多年の業績に対し |
| 1969年（昭和43年度）第25回 | 洋画           | 黒田重太郎     | 永年にわたり美術界につくした業績に対し |
| 1970年（昭和44年度）第26回 | 日本画         | 寺島紫明       | 日本画「舞妓」に対し |
| 1971年（昭和45年度）第27回 | 該当なし       | 該当なし       | 該当なし |
| 1972年（昭和46年度）第28回 | 小説           | 平林たい子     | 多年にわたる作家としての業績に対し |
| 1973年（昭和47年度）第29回 | 洋画           | 野村守夫       | 洋画「丘にある街」に対し |
| 1974年（昭和48年度）第30回 | 日本画         | 猪原大華       | 日本画「清明」に対し |
| 1975年（昭和49年度）第31回 | 日本画         | 片岡球子       | 日本画「面構（鳥文斎栄之）」に対し |
| 1975年（昭和49年度）第31回 | 小説           | 中里恒子       | 小説「わが庵」など一連の作品に対し |
| 1976年（昭和50年度）第32回 | 日本画         | 川本末雄       | 日本画「春の流れ」に対し |
| 1976年（昭和50年度）第32回 | 小説           | 司馬遼太郎     | 小説「空海の風景」など一連の歴史小説に対し |
| 1977年（昭和51年度）第33回 | 洋画           | 伊藤清永       | 洋画「曙光」に対し |
| 1977年（昭和51年度）第33回 | 評論           | 平野謙         | 多年にわたる評論家としての業績に対し |
| 1978年（昭和52年度）第34回 | 該当なし       | 該当なし       | 該当なし |
| 1979年（昭和53年度）第35回 | 小説           | 阿川弘之       | 多年にわたる作家としての業績に対し |
| 1980年（昭和54年度）第36回 | 戯曲           | 田中千禾夫     | 多年にわたる劇作家としての業績に対し |
| 1981年（昭和55年度）第37回 | 書             | 小坂奇石       | 書「寒山詩二首」に対し |
| 1981年（昭和55年度）第37回 | 詩歌           | 飯田龍太       | 俳人としての業績に対し |
| 1982年（昭和56年度）第38回 | 日本画         | 吉田善彦       | 日本画「春雪妙義」に対し |
| 1982年（昭和56年度）第38回 | 小説           | 芝木好子       | 作家としての業績に対し |
| 1983年（昭和57年度）第39回 | 工芸           | 大久保婦久子   | 工芸「神話」に対し |
| 1983年（昭和57年度）第39回 | 詩歌           | 木俣修         | 歌人としての業績 |
| 1984年（昭和58年度）第40回 | 書             | 小林斗盦       | 書「柔遠能邇」に対し |
| 1984年（昭和58年度）第40回 | 詩歌           | 中村草田男     | 俳人としての業績に対し |
| 1985年（昭和59年度）第41回 | 日本画         | 村山徑         | 日本画「冠」に対し |
| 1986年（昭和60年度）第42回 | 彫塑           | 高橋剛         | 彫塑「稽古場の踊り子」に対し |
| 1986年（昭和60年度）第42回 | 小説           | 水上勉         | 作家としての業績に対し |
| 1987年（昭和61年度）第43回 | 書             | 今井凌雪       | 書「桃花瞼薄」に対し |
| 1987年（昭和61年度）第43回 | 小説           | 三浦朱門       | 作家としての業績に対し |
| 1988年（昭和62年度）第44回 | 洋画           | 大内田茂士     | 洋画「卓上」に対し |
| 1988年（昭和62年度）第44回 | 小説           | 八木義徳       | 作家としての業績に対し |
| 1989年（昭和63年度）第45回 | 工芸           | 藤田喬平       | 工芸 ガラス飾筥「春に舞う」に対し |
| 1989年（昭和63年度）第45回 | 小説           | 阪田寛夫       | 作家としての業績に対し |
| 1990年（平成元年度）第46回 | 日本画         | 郷倉和子       | 日本画「静日」に対し |
| 1990年（平成元年度）第46回 | 翻訳           | 新庄嘉章       | 多数のフランス文学の翻訳紹介につとめた業績に対し |
| 1991年（平成2年度）第47回  | 日本画         | 稗田一穂       | 日本画「月影の道」に対し |
| 1991年（平成2年度）第47回  | 翻訳           | 佐藤朔         | 評論・翻訳家としての業績に対し |
| 1992年（平成3年度）第48回  | 書             | 成瀬映山       | 書「杜甫詩」に対し |
| 1993年（平成4年度）第49回  | 洋画           | 藤本東一良     | 洋画｢展望台のユーカリ」に対し |
| 1993年（平成4年度）第49回  | 小説           | 曾野綾子       | 作家としての業績に対し |
| 1993年（平成4年度）第49回  | 邦楽           | 常磐津文字兵衛 | 常磐津界に尽くした業績に対し |
| 1994年（平成5年度）第50回  | 日本画         | 白鳥映雪       | 日本画「菊慈童」に対し |
| 1994年（平成5年度）第50回  | 詩歌           | 那珂太郎       | 詩人としての業績に対し |
| 1994年（平成5年度）第50回  | 洋楽           | 吉田雅夫       | フルート演奏家及び洋楽界に尽くした業績に対し |
| 1995年（平成6年度）第51回  | 洋画           | 織田廣喜       | 洋画「夕やけ空の風景」に対し |
| 1995年（平成6年度）第51回  | 詩歌           | 大岡信         | 詩人及び評論家としての業績に対し |
| 1996年（平成7年度）第52回  | 建築           | 岡田新一       | 建築「宮崎県立美術館」及び一連の建築設計に対し |
| 1996年（平成7年度）第52回  | 演劇           | 中村又五郎     | 歌舞伎界の進歩に貢献した業績に対し |
| 1997年（平成8年度）第53回  | 洋画           | 寺島龍一       | 洋画「アンダルシア讚」に対し |
| 1997年（平成8年度）第53回  | 詩歌           | 森澄雄         | 伝統俳句の代表的作家としての業績に対し |
| 1998年（平成9年度）第54回  | 書             | 松下芝堂       | 書「花下醉」に対し |
| 1998年（平成9年度）第54回  | 小説           | 大原富枝       | 作家としての業績に対し |
| 1998年（平成9年度）第54回  | 邦楽           | 竹本住大夫     | 文楽太夫としての業績に対し |
| 1999年（平成10年度）第55回 | 工芸           | 西本瑛泉       | 工芸 玄窯縄文譜「黎明」に対し |
| 1999年（平成10年度）第55回 | 詩歌           | 伊藤信吉       | 評論家・詩人としての業績に対し |
| 1999年（平成10年度）第55回 | 洋楽           | 湯浅譲二       | 作曲家としての業績に対し |
| 2000年（平成11年度）第56回 | 洋画           | 庄司榮吉       | 洋画「聴音」に対し |
| 2000年（平成11年度）第56回 | 評論           | 河竹登志夫     | 「河竹登志夫歌舞伎論集」をはじめとする演劇評論・研究の業績に対し                                                                                     |
| 2000年（平成11年度）第56回 | 邦楽           | 東儀俊美       | 雅楽界に尽くした業績に対し |
| 2001年（平成12年度）第57回 | 書             | 津金孝邦       | 書「森鷗外の詩」に対し |
| 2001年（平成12年度）第57回 | 小説           | 伊藤桂一       | 長年にわたる小説と詩の業績に対し |
| 2002年（平成13年度）第58回 | 洋画           | 淸原啓一       | 洋画「花園の遊鶏」 |
| 2002年（平成13年度）第58回 | 評論           | 高階秀爾       | 長年の業績（豊かな学識の上にたった芸術文化に対する評論）に対し                                                                                       |
| 2002年（平成13年度）第58回 | 洋楽           | 岩城宏之       | オーケストラ指揮者としての業績に対し |
| 2003年（平成14年度）第59回 | 彫塑           | 澄川喜一       | 彫塑「そりのあるかたち二〇〇二」に対し |
| 2003年（平成14年度）第59回 | 小説           | 津村節子       | 長年にわたる作家としての業績に対し |
| 2003年（平成14年度）第59回 | 邦楽           | 芝祐靖         | 長年にわたる雅楽界の発展に尽くした業績に対し |
| 2004年（平成15年度）第60回 | 書             | 新井光風       | 書「明且鮮」に対し |
| 2004年（平成15年度）第60回 | 小説           | 中野孝次       | 「風の良寬」「中野孝次作品（全十巻）」「ローマの哲人セネカの言葉」に対し                                                                             |
| 2004年（平成15年度）第60回 | 邦楽           | 鶴澤清治       | 人形浄瑠璃文楽の三味線としての業績に対し |
| 2005年（平成16年度）第61回 | 日本画         | 川崎春彦       | 日本画「朝明けの湖」に対し |
| 2005年（平成16年度）第61回 | 詩歌           | 前登志夫       | 歌集「鳥總立」をはじめとする長年にわたる短歌の業績に対し                                                                                             |
| 2005年（平成16年度）第61回 | 洋楽           | 内田光子       | 国内外での第一級の活躍・業績および後進の育成に対し                                                                                                   |
| 2006年（平成17年度）第62回 | 洋画           | 村田省蔵       | 洋画「春耕」に対し |
| 2006年（平成17年度）第62回 | 小説           | 辻井喬         | 近作をはじめとする小説群の旺盛な創作活動に対し |
| 2006年（平成17年度）第62回 | 洋楽           | 畑中良輔       | 我が国の声楽とりわけ舞台（オペラ）育成に関する多大な功績に対し                                                                                       |
| 2007年（平成18年度）第63回 | 書             | 池田桂鳳       | 書「三諸」に対し |
| 2007年（平成18年度）第63回 | 小説           | 三木卓         | 文学の諸分野にわたる長年の業績に対し |
| 2007年（平成18年度）第63回 | 洋楽           | 栗林義信       | オペラ界での活躍と長年の功績に対し |
| 2008年（平成19年度）第64回 | 日本画         | 清水達三       | 日本画「翠響」に対し |
| 2008年（平成19年度）第64回 | 邦楽           | 一噌仙幸       | 能の秘曲・三老女を始めとする近年の卓越した笛演奏に対し                                                                                               |
| 2009年（平成20年度）第65回 | 書             | 小山やす子     | 書「更級日記抄」に対し |
| 2009年（平成20年度）第65回 | 戯曲           | 井上ひさし     | 戯曲を中心とする広い領域における長年の業績に対し |
| 2009年（平成20年度）第65回 | 洋楽           | 中村紘子       | ピアノ演奏家として世界的評価を確立した業績に対し |
| 2010年（平成21年度）第66回 | 洋画           | 山本文彦       | 洋画「樹想」に対し |
| 2010年（平成21年度）第66回 | 評論           | 粟津則雄       | 文学を中心にした芸術各分野における長年の活動に対し                                                                                                   |
| 2010年（平成21年度）第66回 | 洋楽           | 大野和士       | 今日までの指揮業績に対し |
| 2011年（平成22年度）第67回 | 日本画         | 山崎隆夫       | 日本画「海煌」に対し |
| 2011年（平成22年度）第67回 | 戯曲           | 山崎正和       | 戯曲、評論の長年の業績 |
| 2011年（平成22年度）第67回 | 洋楽           | 栗山昌良       | 長年の日本オペラ界への功績に対し |
| 2012年（平成23年度）第68回 | 洋画           | 池口史子       | 洋画「深まる秋」に対し |
| 2012年（平成23年度）第68回 | 評論           | 三浦雅士       | 「青春の終焉」、「漱石－母に愛されなかった子」、「人生という作品」など、独自の視点から温かい理解と成熟を深めている批評の業績に対し                   |
| 2012年（平成23年度）第68回 | 邦楽           | 山本邦山       | 古典尺八の奏法を基盤に置きながら、その豊かな感性を発揮して、数多くの作品を創作。尺八の魅力を世間に示した功績に対し                                   |
| 2013年（平成24年度）第69回 | 建築           | 槇文彦         | 建築「名古屋大学豊田講堂」に対し |
| 2013年（平成24年度）第69回 | 邦楽           | 米川文子       | 永年にわたる生田流筝曲・三絃の伝承・演奏家としての業績に対し                                                                                         |
| 2014年（平成25年度）第70回 | 邦楽           | 小野功龍       | 雅楽伝承の地にあって長年演奏に従事しその継承と文化的価値を高めた功績に対し                                                                           |
| 2015年（平成26年度）第71回 | 詩歌           | 吉増剛造       | 長年にわたって広い領域で詩の可能性を追求した業績に対し                                                                                               |
| 2015年（平成26年度）第71回 | 能楽           | 柿原崇志       | 能楽囃子方として多年に亘り能楽の振興発展と継承者育成に寄与した業績に対し                                                                             |
| 2016年（平成27年度）第72回 | 日本画         | 後藤純男       | 日本画「大和の雪」に対し |
| 2016年（平成27年度）第72回 | 小説           | 辻原登         | 多年にわたる文学的業績に対し |
| 2016年（平成27年度）第72回 | 歌舞伎         | 坂東玉三郎     | 女形を代表する活躍と演技に対し |
| 2017年（平成28年度）第73回 | 書             | 髙木聖雨       | 書「協戮」に対し |
| 2017年（平成28年度）第73回 | 評論           | 渡辺保         | 演劇全般、特に伝統演劇の本質を綿密かつ精緻に探究した長年にわたる評論の業績に対し                                                                     |
| 2017年（平成28年度）第73回 | 洋楽           | 一柳慧         | 長年にわたる幅広い作曲活動と常に新しい世界を切り開いていく積極的な姿勢に対し                                                                         |
| 2018年（平成29年度）第74回 | 日本画         | 田渕俊夫       | 日本画「渦潮」に対し |
| 2018年（平成29年度）第74回 | 評論・ 翻訳    | 芳賀徹         | 著書「文明としての徳川日本一六〇三－一八五三年」に対し                                                                                               |
| 2018年（平成29年度）第74回 | 文楽           | 鶴澤清介       | 長年の文楽公演における三味線の演奏。子供たちのための新作文楽の作曲。「かみなり太鼓」（平成二六年七月）、「ふしぎな豆の木」（平成二七年七月）等に対し |
| 2019年（平成30年度）第75回 | 書             | 真神巍堂       | 書「碧潯」に対し |
| 2019年（平成30年度）第75回 | 詩・ 評論      | 荒川洋治       | 処女詩集「水駅」以来、優れた詩集を持続的に刊行し、充実した詩論を展開した業績に対し                                                                   |
| 2019年（平成30年度）第75回 | 能楽           | 亀井忠雄       | 能楽の最高秘曲「姨捨」をはじめとする様々な曲趣を奏する卓越した技法による舞台成果に対し                                                               |
| 2020年（令和元年度）第76回 | 日本画         | 村居正之       | 日本画「月照」に対し |
| 2020年（令和元年度）第76回 | 邦楽           | 杵屋勝国       | 長年にわたり長唄界と歌舞伎長唄に貢献，並びに後進を育成した業績に対し                                                                                 |
| 2021年（令和2年度）第77回  | 日本画         | 千住博         | 日本画「瀧図」に対し |
| 2021年（令和2年度）第77回  | 洋楽           | 小林研一郎     | 長年にわたる音楽芸術文化全体に及ぶ，幅広く卓越した活動に対し                                                                                         |
| 2022年（令和3年度）第78回  | 書             | 牛窪梧十       | 日本画「瀧図」に対し |
| 2022年（令和3年度）第78回  | 小説           | 筒井康隆       | SF作品から純文学作品まで幅広い創作活動による傑出した文学的業績に対し                                                                                 |
| 2022年（令和3年度）第78回  | その他         | 大窪永夫       | 雅楽の伝承と発展・普及・指導に対し |
| 2023年（令和4年度）第79回  | 工芸           | 大樋年雄       | 「モニュメント・クリフ」に対し |
| 2023年（令和4年度）第79回  | 詩・文芸評論   | 北川透         | 9年間に及ぶ「現代詩論集成」1巻より5巻までの果敢なる独走に対し                                                                                        |
| 2023年（令和4年度）第79回  | 能楽           | 金剛永謹       | 能楽の普及・興隆に寄与するその業績に対し |
| 2024年（令和5年度）第80回  | 建築・デザイン | 隈研吾         | 「V&A Dundee」に対し |
| 2024年（令和5年度）第80回  | 小説・詩       | 多和田葉子     | 小説を中心とする多年にわたる文学的業績に対し |
| 2024年（令和5年度）第80回  | 能楽           | 福王茂十郎     | 長年にわたる能楽の普及・発展ならびに後進の育成等、その顕著な業績に対し                                                                               |